# فینال لیگ کونکاکاف ۲۰۱۸
فینال لیگ کونکاکاف ۲۰۱۸ مسابقه نهایی لیگ کونکاکاف ۲۰۱۸، دومین دوره لیگ کونکاکاف، مسابقات فوتبال باشگاهی رده دوم بود که توسط کونکاکاف، نهاد حاکم منطقه‌ای آمریکای شمالی، آمریکای مرکزی و کارائیب، سازماندهی شده بود.
فینال به صورت رفت و برگشت بین هردیانو کاستاریکا و موتاگوا هندوراس برگزار شد. بازی رفت به میزبانی هردیانو در ورزشگاه الادیو روزابال کوردیرو در هردیا در ۲۵ اکتبر ۲۰۱۸ برگزار شد، در حالی که بازی برگشت به میزبانی موتاگوا در ورزشگاه تیبورسیو کاریاس آندینو در تگوسیگالپا در ۱ نوامبر ۲۰۱۸ برگزار شد.
هردیانو در مجموع با نتیجه ۳–۲ به پیروزی رسید و اولین عنوان قهرمانی لیگ کونکاکاف خود را کسب کرد.

## تیم‌ها
| تیم     | منطقه                  | فینال‌های قبلی (پررنگ نشانه قهرمانی است) |
| ------- | ---------------------- | --------------------------------------- |
| هردیانو | آمریکای مرکزی (اونکاف) | اولین                                   |
| موتاگوا | آمریکای مرکزی (اونکاف) | اولین                                   |

برای دومین فصل متوالی، فینال لیگ کونکاکاف بین تیم‌های کاستاریکا و هندوراس برگزار شد.

## ورزشگاه‌ها
|  |  |

## مسیر تا فینال
توجه: در تمام نتایج زیر، امتیاز فینالیست ابتدا ذکر شده است (H: میزبان؛ A: مهمان).
| هردیانو       | هردیانو    | هردیانو | هردیانو | مرحله             | موتاگوا         | موتاگوا | موتاگوا | موتاگوا |
| ------------- | ---------- | ------- | ------- | ----------------- | --------------- | ------- | ------- | ------- |
| حریف          | مج.        | رفت     | برگشت   | لیگ کونکاکاف ۲۰۱۸ | حریف            | مج.     | رفت     | برگشت   |
| سانتا تکلا    | ۲–۲ (گ.ز.) | ۱–۰ (H) | ۱–۲ (A) | یک‌هشتم نهایی      | بلموپان بندیتس  | ۳–۰     | ۲–۰ (H) | ۱–۰ (A) |
| یونیورسیتاریو | ۵–۱        | ۳–۰ (H) | ۲–۱ (A) | یک‌چهارم نهایی     | پورتمور یونایتد | ۵–۲     | ۳–۲ (H) | ۲–۰ (A) |
| عربه یونیدو   | ۲–۱        | ۲–۰ (H) | ۰–۱ (A) | نیمه نهایی        | تائورو          | ۳–۲     | ۱–۲ (A) | ۲–۰ (H) |

## فرمت
فینال به صورت رفت و برگشت برگزار شد و تیمی که در دوره‌های قبلی عملکرد بهتری داشت، میزبان بازی برگشت بود.
اگر نتیجه مجموع دو بازی بعد از بازی برگشت مساوی می‌شد، قانون گل زده در خانه حریف اعمال می‌شد و اگر باز هم مساوی بود، ضربات پنالتی برای تعیین برنده استفاده می‌شد.

### رتبه‌بندی عملکرد
| رتبه | تیم     | بازی | برد | مساوی | باخت | گل زده | گل خورده | گل تفاضل | امتیاز | میزبان     |
| ---- | ------- | ---- | --- | ----- | ---- | ------ | -------- | -------- | ------ | ---------- |
| ۱    | موتاگوا | ۶    | ۵   | ۰     | ۱    | ۱۱     | ۴        | ۷+       | ۱۵     | بازی برگشت |
| ۲    | هردیانو | ۶    | ۴   | ۰     | ۲    | ۹      | ۴        | ۵+       | ۱۲     | بازی رفت   |

## مسابقات

### بازی رفت
| هردیانو                | ۲–۰   | موتاگوا |
| ---------------------- | ----- | ------- |
| - مارین ۲۳' - کروز ۶۲' | گزارش |         |

| هردیانو | موتاگوا |

### بازی برگشت
| موتاگوا              | ۲–۱   | هردیانو     |
| -------------------- | ----- | ----------- |
| - کاستیلو ۴۵+۱'، ۵۸' | گزارش | - مارین ۸۵' |

| موتاگوا | هردیانو |